# Liste des plus hautes constructions de Thaïlande
La liste des plus hautes constructions de Thaïlande ci-dessous répertorie les constructions ayant la plus grande hauteur sur le territoire de la Thaïlande:

## Constructions achevées
Classement actualisé au 2018
| Rang | Nom                                         | Hauteur totale (m) | Étages | Année d'achèvement | Ville      |
| ---- | ------------------------------------------- | ------------------ | ------ | ------------------ | ---------- |
| 1    | ICONSIAM                                    | 317 m              | 73     | 2016               | Bangkok    |
| 2    | MahaNakhon                                  | 314,2 m            | 75     | 2016               | Bangkok    |
| 3    | Baiyoke Tower II                            | 304 m              | 85     | 1997               | Bangkok    |
| 4    | The River South Tower                       | 258 m              | 74     | 2012               | Bangkok    |
| 5    | Meritus Suites State Tower                  | 247,2 m            | 68     | 2001               | Bangkok    |
| 6    | Waldorf Astoria + Magnolias Ratchaprasong   | 242 m              | 60     | 2016               | Bangkok    |
| 7    | Menam Residence                             | 239,3 m            | 59     | 2017               | Bangkok    |
| 7    | Centara Grand at CentralWorld               | 235 m              | 57     | 2008               | Bangkok    |
| 8    | Reflection Jomtien Beach Oceanfront Tower 1 | 234 m              | 57     | 2013               | Pattaya    |
| 9    | The MET                                     | 230,6 m            | 69     | 2009               | Bangkok    |
| 10   | Empire Tower                                | 226,8 m            | 62     | 1999               | Bangkok    |
| 11   | North Point - Tower A                       | 226 m              | 57     | 2010               | Pattaya    |
| 12   | Jewelry Trade Center                        | 220,7 m            | 59     | 1996               | Bangkok    |
| 13   | The Pano                                    | 220 m              | 57     | 2010               | Bangkok    |
| 14   | China Resources Center                      | 210 m              | 53     | 2001               | Bangkok    |
| 15   | Jasmine International Tower                 | 206 m              | 41     | 1997               | Nonthaburi |

## Constructions en cours
Classement actualisé au 2018
| Rang | Nom                                       | Hauteur totale (m) | Étages | Année d'achèvement | Ville   |
| ---- | ----------------------------------------- | ------------------ | ------ | ------------------ | ------- |
| 1    | Capella Residences                        | 299,5 m            | 73     | ?                  | Bangkok |
| 2    | Magnolias Waterfront Residences Tower 2   | 280 m              | 52     | 2018               | Bangkok |
| 3    | Canapaya Residences I                     | 253 m              | 57     | 2018               | Bangkok |
| 4    | Waldorf Astoria + Magnolias Ratchaprasong | 242 m              | 60     | 2016               | Bangkok |
| 6    | Menam Residence                           | 239,3 m            | 59     | 2017               | Bangkok |
| 7    | MARQUE Sukhumvit                          | 222 m              | 50     | 2016               | Bangkok |

## Galerie

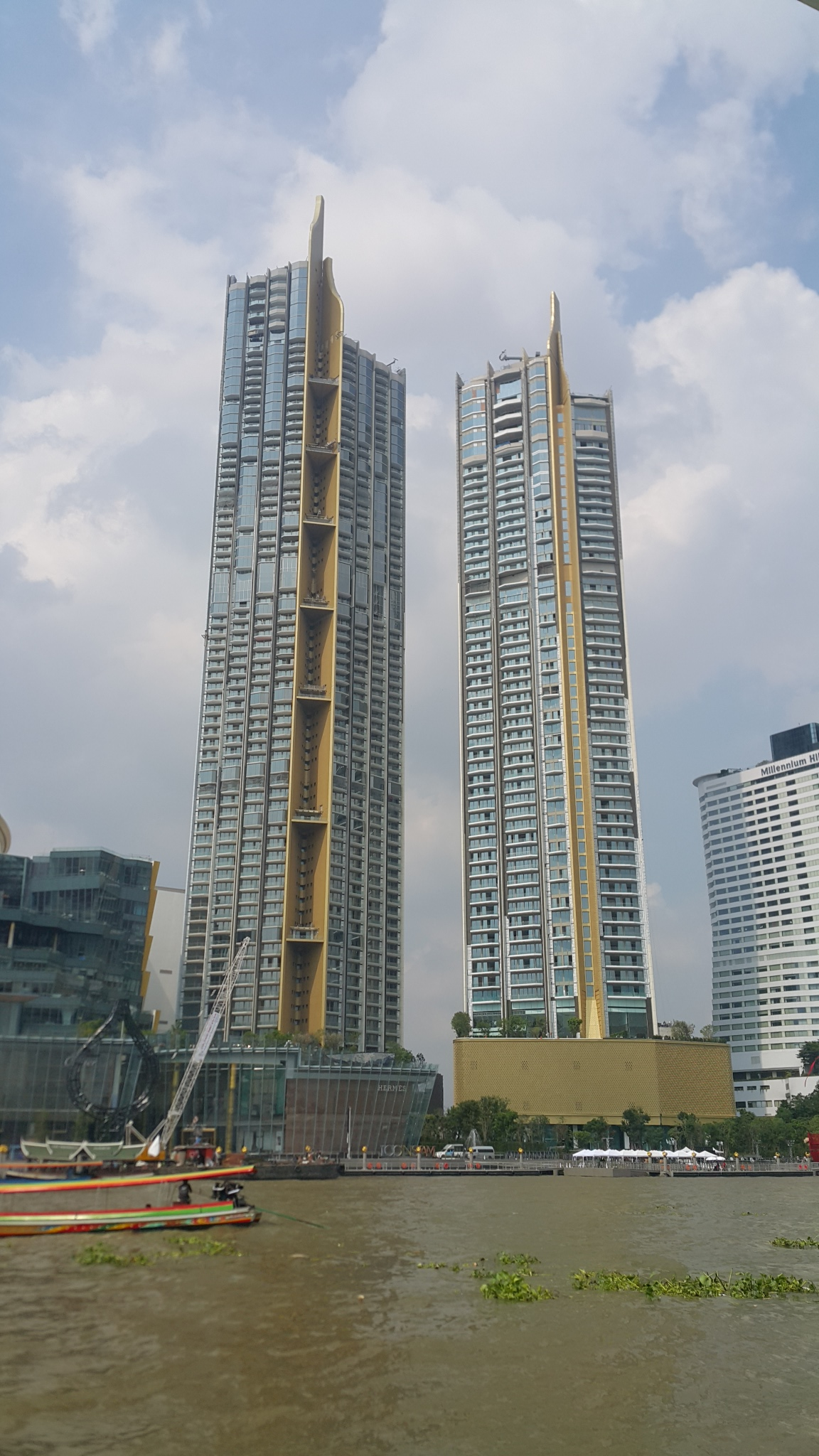
ICONSIAM, le plus haut gratte-ciel de Bangkok
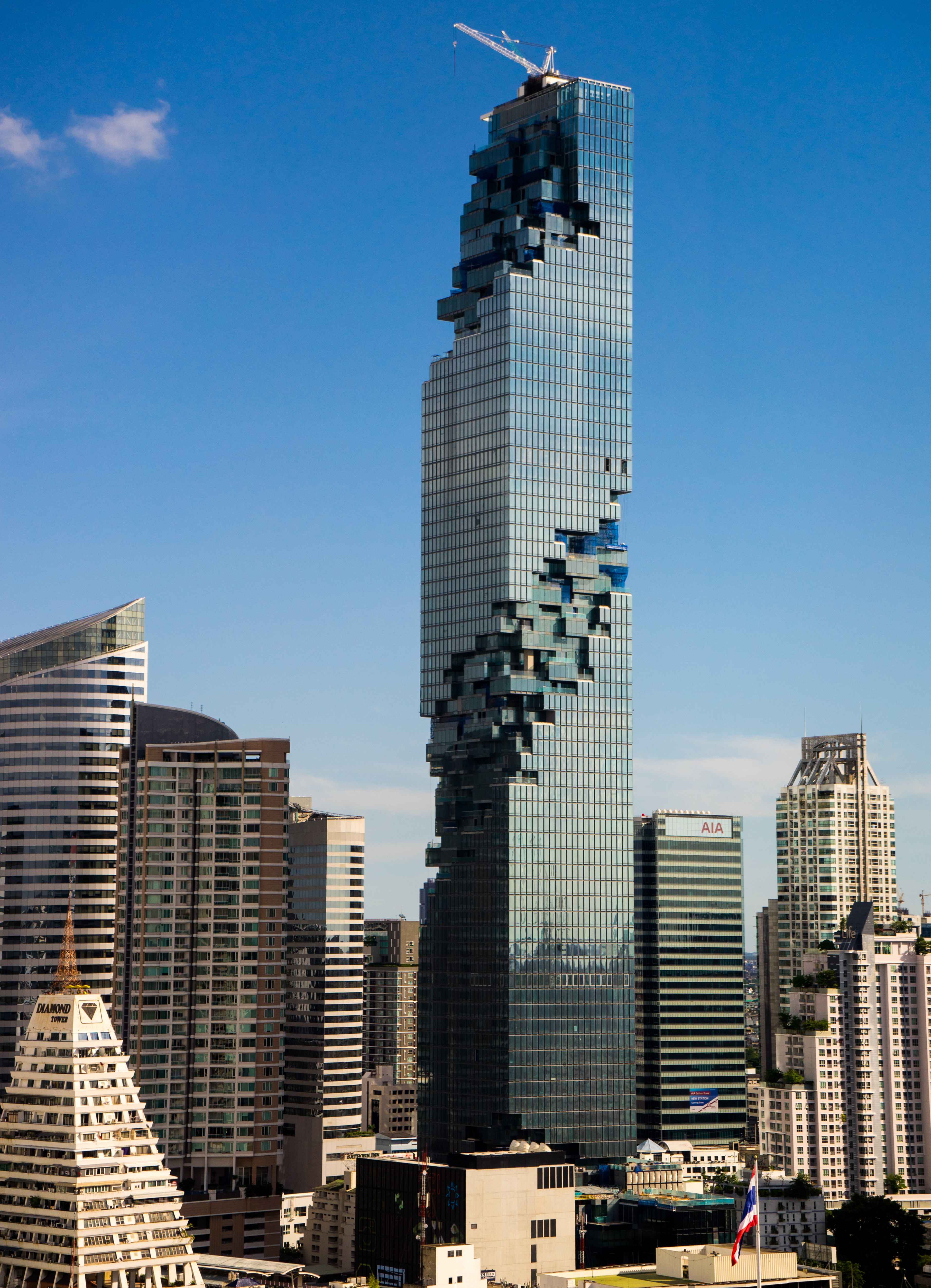
King Power MahaNakhon
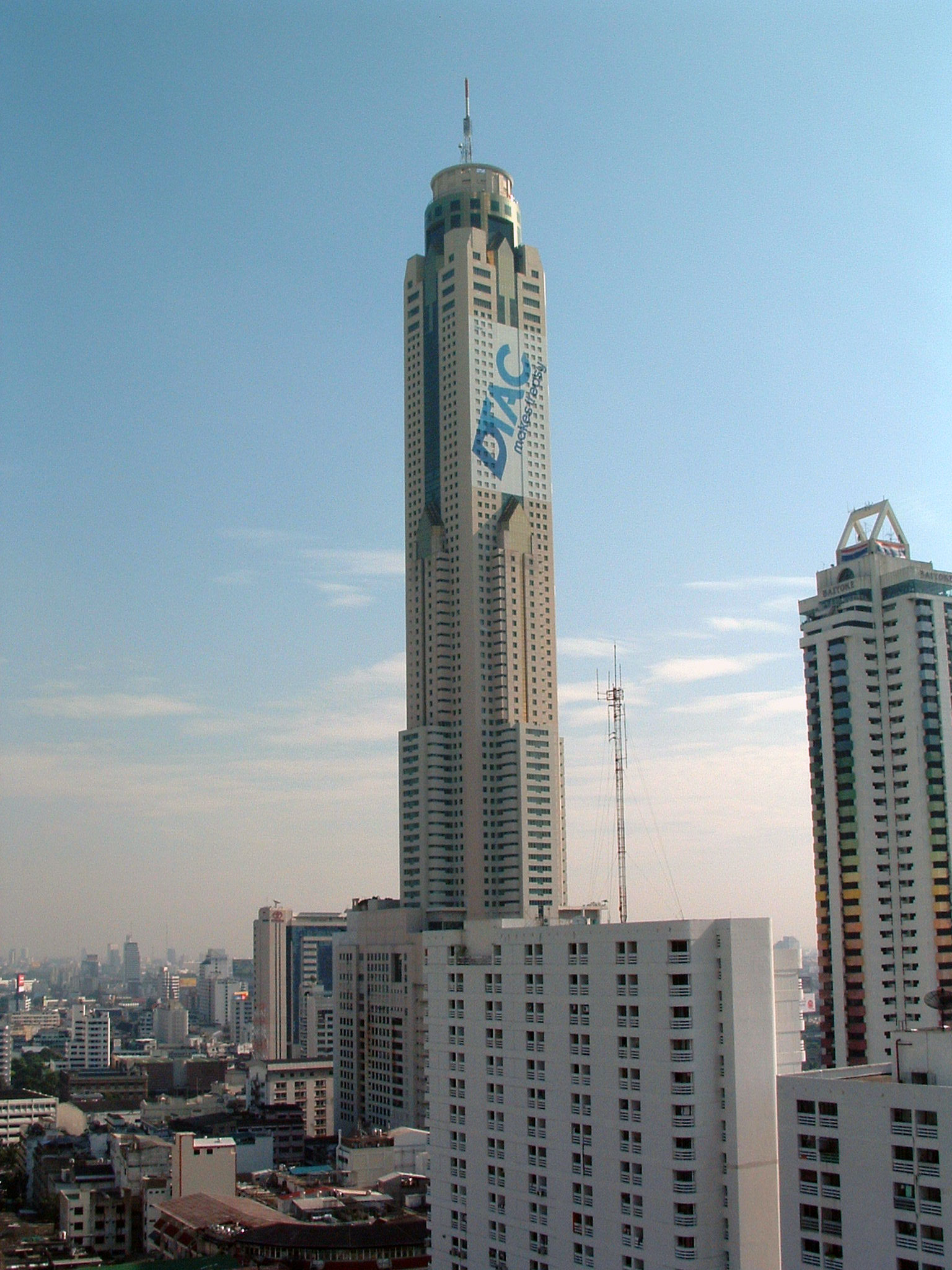
Baiyoke Tower II, une des plus hautes tours du pays
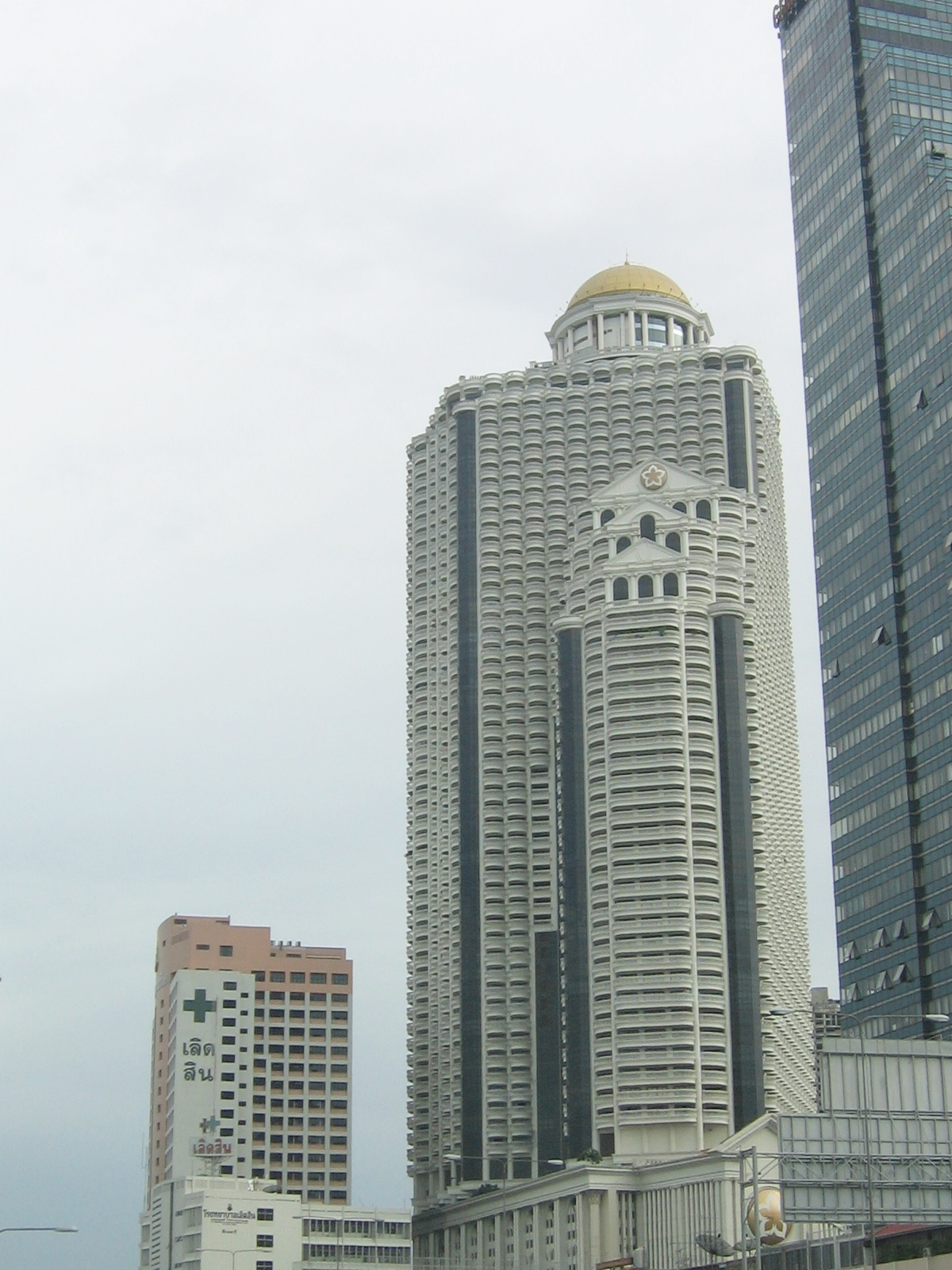
State Tower
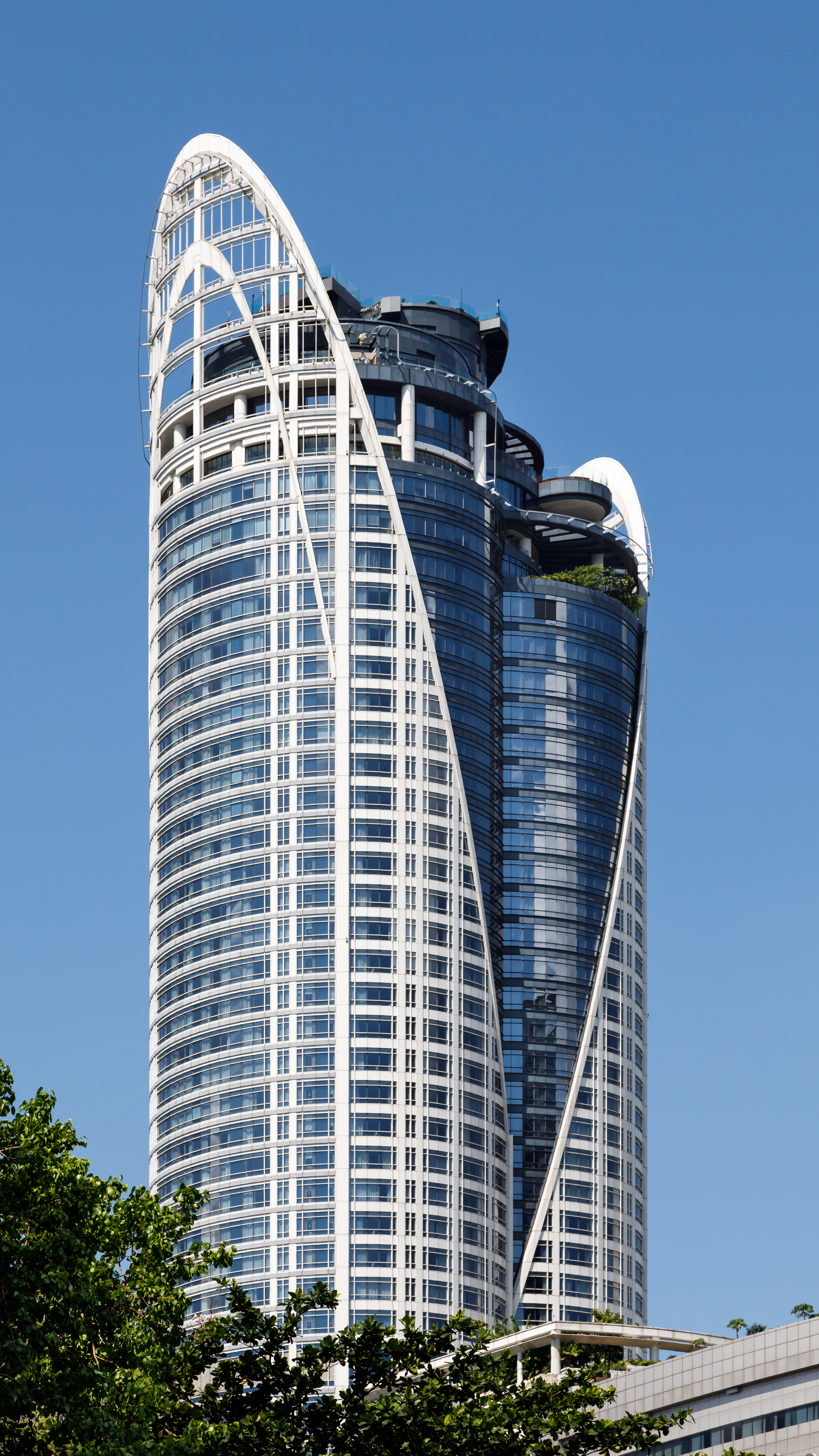
Centara Grand at CentralWorld
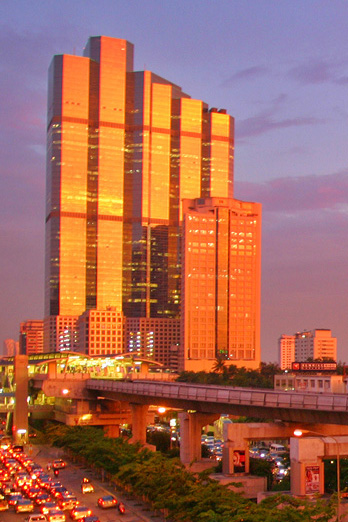
Empire Tower
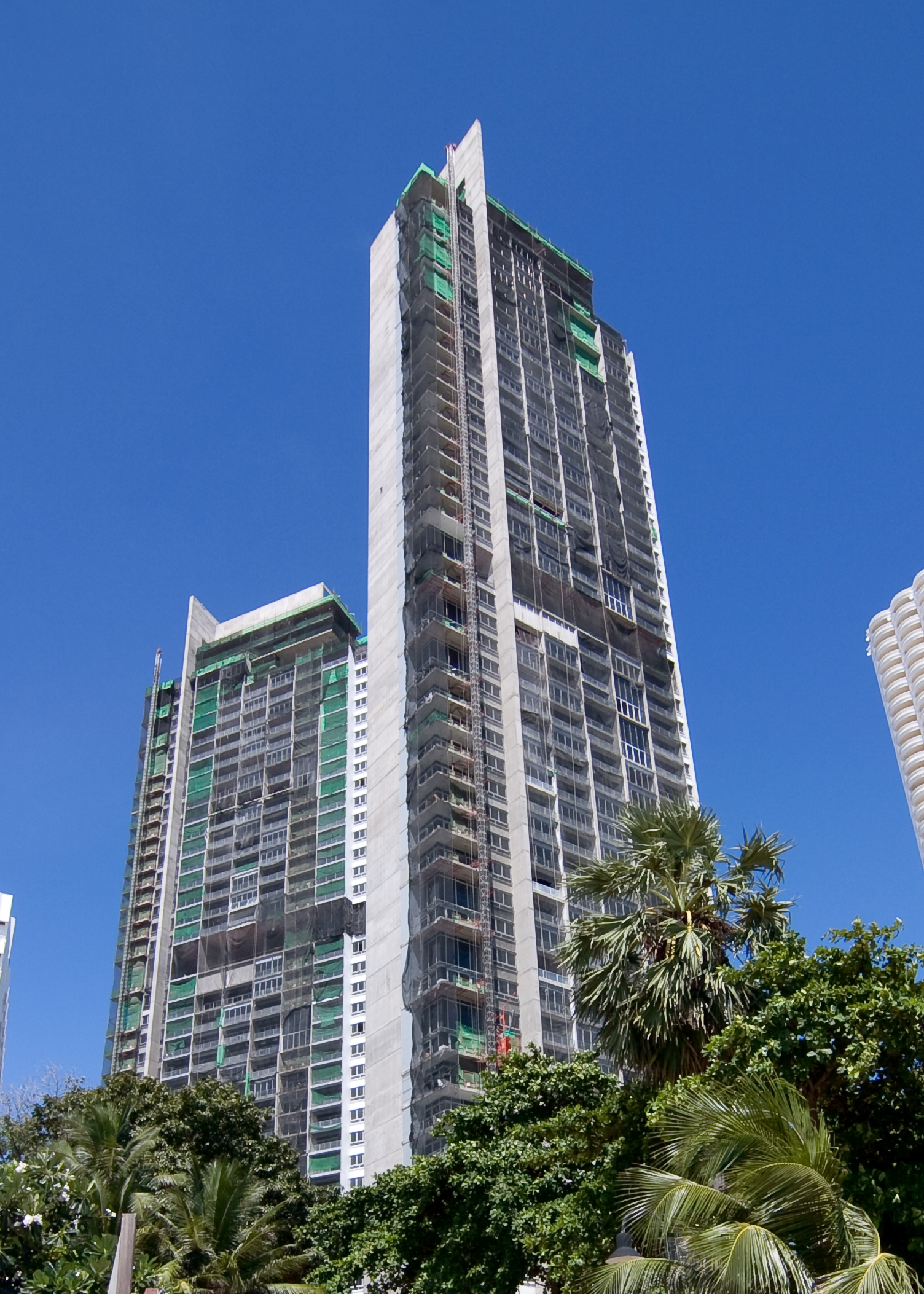
Northpoint I